# سانبو، چیبا
سانبو، چیبا (به لاتین: Sanbu) یک منطقهٔ مسکونی در ژاپن است که در کانتو واقع شده‌است. سانبو ۱۹٬۷۷۹ نفر جمعیت دارد.